# 益城町立益城中学校
益城町立益城中学校（ましきちょうりつ ましきちゅうがっこう）は、熊本県上益城郡益城町にある町立中学校。

## 沿革
- 1947年 - 学制改革により秋津村立秋津中学校、広安村立広安中学校、飯野村立飯野中学校創立
- 1948年3月 - 広安村外二か村中学校組合立益城中学校創立
- 1954年4月1日 - 益城町の成立に伴い益城町外一か村組合立益城中学校と改称
- 1954年10月1日 - 秋津村の熊本市編入に伴い益城町及び熊本市学校組合立益城中学校と改称
- 1975年4月1日 - 学校組合を解消し益城町立益城中学校と改称

## 部活動

### 運動部
- バレーボール部（女）
- ソフトボール部（女）
- バスケット部（男・女）
- 剣道部（男・女）
- 柔道部（男・女）
- サッカー部（男）
- 卓球部（男・女）
- ソフトテニス部（男・女）
- 野球部（男）
- 陸上部（男・女）
- 水泳部（男・女）
- 硬式テニス部(男・女)

## 文化部
- 吹奏楽部（男・女）
- 美術部（男・女）
- 演劇部（男・女）

## 著名な出身者
- 鐡戸裕史（サッカー選手） - 松本山雅FC
- 三遊亭好一郎（落語家）